# Oribotritia rafalskii
Oribotritia rafalskii är en kvalsterart som beskrevs av Wojciech Niedbała 1997. Oribotritia rafalskii ingår i släktet Oribotritia och familjen Oribotritiidae. Inga underarter finns listade i Catalogue of Life.